# Jaume Pérez Montaner
Jaume Pérez Montaner, né à L'Alfàs del Pi (province d'Alicante) en 1938, est un écrivain, traducteur et critique littéraire espagnol d'expression catalane.

## Biographie
Il fait la connaissance de Joan Fuster au cours de ses études secondaires à Alcoi.
En 1969, il entame des études en Philosophie et Lettres à l'université de Valence. Lors de sa seconde année universitaire, il est condamné pour son activité dans l'opposition au franquisme à 15 mois de prison, peine qu'il purge à Valence, à la prison de Carabanchel de Madrid puis à Cáceres (Estrémadure).
De retour à Valence, il poursuit ses activités antifranquistes dans les mouvements syndicaux clandestins de l'université.
Il obtient sa licence en 1967 mais ne parvient pas à trouver de travail en raison de sa condamnation, raison pour laquelle il s'exile aux États-Unis, . Il travaille notamment comme lecteur d'espagnol dans diverses institutions d'enseignement supérieur dont le Queens College de l'université de la ville de New York puis le Lewis & Clark College (en) de Portland (Oregon).
Au début des années 1970, encore aux États-Unis, il rencontre le poète Vicent Andrés Estellés, qu'il contribue à faire connaître au public américain en publiant divers articles et traductions.
Il se fait connaître en tant qu'écrivain avec Adveniment del odi (« Avènement de la haine », 1976).
Il enseigne au département de philologie catalane de l'université de Valence entre 1981 et 1983.
En 1981, il réalise avec  Marc Granell et Amadeu Viana l'édition de l'anthologie Brossa nova. Poetes valencians dels 80 (« Nouvelle lie. Poètes valenciens des années 80 »).
À partir de 1985, il dirige la revue Encontre d'Escriptors del Mediterrani, éditée par l'Ajuntament de Valence, qui offre une vue panoramique de la Méditerranée littéraire et multilingue avec des textes en français, catalan, italien, espagnol, grec ou serbe, entre autres.
Il préside l'Association des écrivains en langue catalane entre 1999 et 2007,.

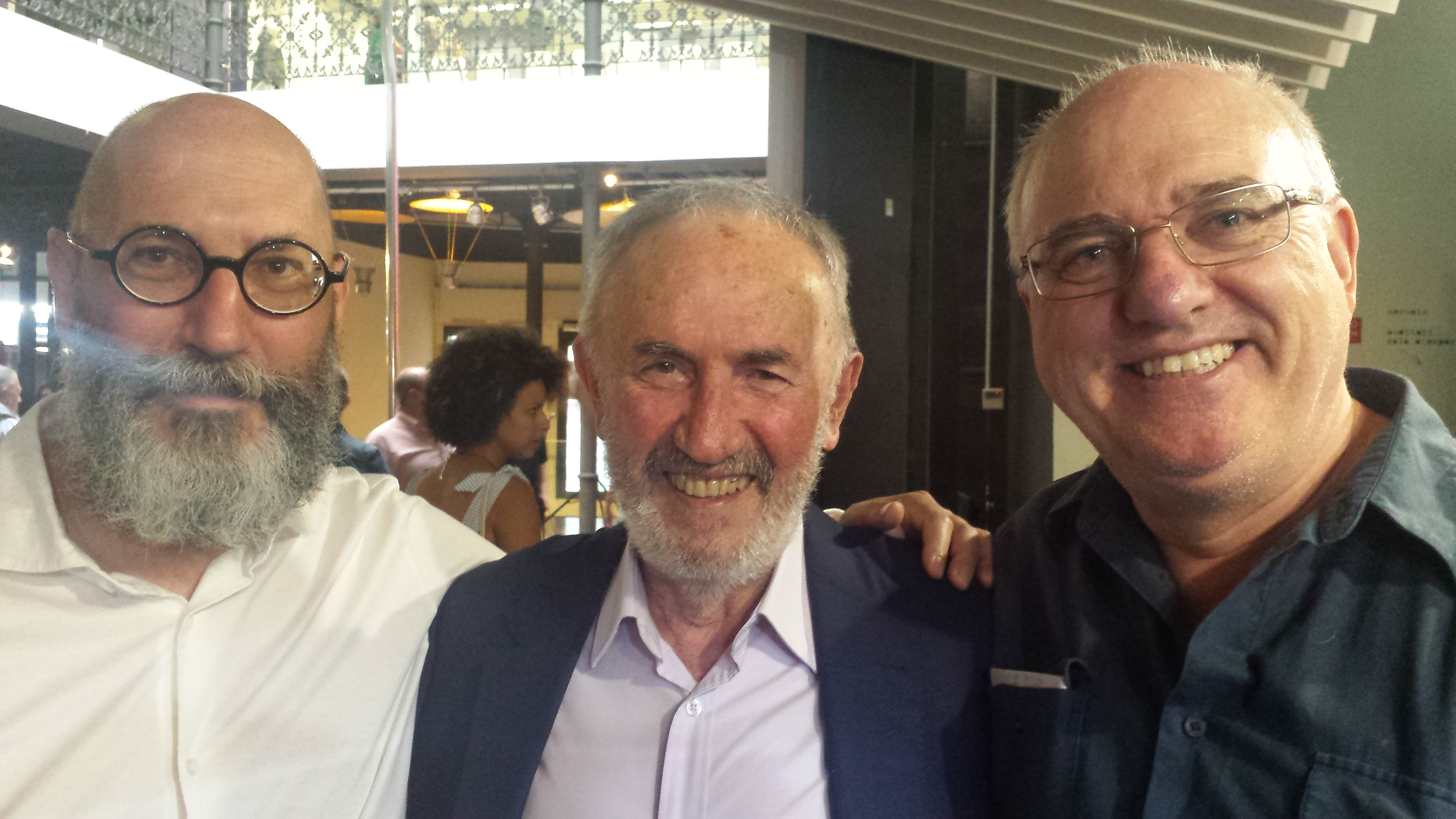
Antoni Martí Monterde, Pérez Montaner et Dominic Keown en 2018.

En tant qu'essayiste, il a écrit plusieurs études sur l'œuvre de Vicent Andrés Estellés, dont il est considéré comme l'un des plus grands spécialistes,. Il a traduit des auteurs tels que Wallace Stevens, Anne Sexton, William Stafford (en), Barbara Kingsolver, Edgar Allan Poe et Edoardo Sanguineti.

## Une poésie de l'exil
L'œuvre de Pérez Montaner est un exemple d'observation de la capacité distinctive du langage et de son engagement envers sa propre biographie. Pérez Montaner s'est rendu compte que les problèmes dus à son engagement politique et intellectuel, suite au processus judiciaire auquel il avait été soumis pour ses activités antifranquistes, ne s'arrêtaient pas avec sa sortie de prison, mais que son passé politico-judiciaire l'empêchait d'exercer sa profession et d'accéder à tout emploi dans le secteur public, .
Son recueil de poèmes de 1976 Adveniment de l’odi (« Avènement de la haine ») peut être décrit comme la révolte d’un exilé, bien que sa situation ne soit pas celle d'un exil comme celui des républicains de 1939. Les difficultés du jeune universitaire s'est poursuivi jusqu'à ce que, progressivement, avec la fin du régime franquiste, il puisse rejoindre l'université de Valence. Son exil n’est pas un exil concret mais un exil déconcerté, :
« Nosaltres que vinguérem amb delerosos ulls cercant albes de foc impossibles victòries d'estranys mons bars nocturns lluminosos drugstores. »
« Nous qui sommes venus avec des yeux avides en quête d'aubes de feu, d'impossibles victoires d'étranges mondes, de bars nocturnes lumineux, de drugstores. »
— Pérez Montaner 1976, p. 53
D’après les références toponymiques, les poèmes de ce premier recueil semblent avoir été écrits en grande partie aux États-Unis et peut-être aussi en Équateur. Cet éloignement géographique — le poète a vécu sept ans dans ces pays — pourrait expliquer le manque d’allusions à « son Pays ». Thématiquement, le livre tourne autour de la conviction d’un avenir plus positif, d’une sorte d’utopie,,.Les symboles des « roses », des « poings » et de la couleur rouge — symbole socialiste — sont significatifs de ce que le poète espère apporter à son pays d'origine, « si lointain » (tan lluny). Dans un autre poème, il utilise les mêmes symboles comme corrélats d’autres,,.
Dans le poème «Adveniment de l'odi» (« Avènement de la haine »), incarnant la posture psychologique et idéologique de l'auteur — en tant qu'individu qui adopte la voix d'un « nous » délimité — il insiste sur la désolation de son pays, pensé depuis l'exil,. Il y a deux moments pensés pour son pays d'origine : un avant, « quan l’esperança / traspassava els horitzons » (« quand l'espoir / traversait les horizons »), et un maintenant, « glaçat de punys / esglai dels ganivets de l’odi » (« aux poings glacés / frayeur des couteaux de la haine »), quand il n'est possible que de rester « tancats a la torre / de l’espera » (« enfermés dans la tour / de l'attente ») — qu'il avait déjà mentionnée dans la première partie du livre —, à l'affût du « somni incert de l’hivern » (« rêve incertain de l'hiver »).
L'opuscule Deu poemes (« Dix poèmes », 1978) commence par un titre assez significatif «Vita nuova». Le poète revient d’exil et doit se resituer. Désormais, en plus de « déclassé » (desclassat), il change d'« empire » (imperi),. En fait, le recueil, publié en janvier 1978, est encore écrit sous les effets de la dictature, de « l'ordre du silence » (l’ordre del silenci) et du contrôle (autòmates, « automates »). Pérez Montaner est de retour d’exil et il doit se resituer, relire la ville : « els teus fantasmes / surten i formiguegen amb la gent / sota cels irrisoris el record » (« tes fantômes / sortent et grouillent avec les gens / sous des cieux risibles le souvenir »). Par la suite, dans les poèmes «Llums de la ciutat» (« Lumières de la ville »), «Itinerari» (« Itinéraire ») et «Nocturn a la ciutat» (« Nuit dans la ville ») décrivent dans un ton onirique le panorama décevant qu'il découvre dans la ville de Valence où il s'installe. Il y retrouve de «vells bruixots» (« vieux sorciers ») qui « risquaient des décisions douteuses » (arriscaven dubtoses decisions) ; «rostres fingits / màscares per al tedi quotidià / sotmesos jorn a jorn a déus antics» (« de faux visages / masques pour l'ennui quotidien / soumis au jour le jour aux dieux antiques ») ; «ocells d’ales tèrboles» (« des oiseaux aux ailes nuageuses ») qui «dirigien el ball feien desfeien / disfressaven de rosa la sagnia / arboraven banderes d’abjecció» (« dirigeaient le bal faisaient défaisaient / déguisaient de rose le saignement / arboraient des drapeaux d'abjection » ; «la multitud absent» (« la foule absente ») ; «la misèria que es remou sota les cames / que fuig cap a albellons de silenci i oblit» (« la misère qui s’agite sous les jambes / qui fuit vers les recoins du silence et de l’oubli ») ; «l’esglai que et puja i t’omple el cos» (« la frayeur qui monte et emplit ton corps »). Cette soumission irrédentiste lui rappelle une réserve indienne de l’Oregon, Umantilla Valley, qui sert de titre au poème. L'exil se superpose avec l'arrivée à Valence,.
Museu de cendres (1980) donne d'emblée l’impression d’être un développement ordonné de l'opuscule. Dans la partie intitulée «La vella amiga» (« La vieille amie », c'est-à-dire la ville), il développe à travers la faune symbolique commune dans ses vers (loups, oiseaux, corbeaux, aigles, rats, cigales), un réseau allégorique pour caractériser la société dans laquelle il a vécu, sans oublier d'anciens symboles tels que la rose, les arbres, les poings, les rochers, la nuit, la lune... et les références à la haine, à la peur, à la colère, au silence, au cri, aux souvenirs... Dans la ciutat (« ville »), il n’y a que des cadàvers solitaris (« cadavres solitaires ») qui suivent des camins uniformats (« chemins rendus uniformes ») ou vacil·len insomnes (« vacillent insomnieux »). Le poète se reconnaît «ebri de ràbia» (« ivre de rage ») et  «testimoni rebel d’extingides paraules» (« témoin rebelle de mots éteints »). Mais personne n’échappe à la confusion : « tots som víctimes i audiència muda / d’una farsa terrible i destructora » (« nous sommes tous victimes et spectateurs muets / d’une farce terrible et destructrice »). Ce n'est que dans les derniers verss du livre qu'il évoque une sorte de salut :  « més enllà de la mort queda la veu, / l’entretoc del destí / i el llamp de les banderes. » (« au-delà de la mort reste la voix, / l'insinuation du destin / et l'éclair des drapeaux. »).
La transition démocratique se présente comme une période de défis pour ceux qui avaient lutté contre le franquisme,.  Le fustérianisme devient alors un horizon diffus de revendications et un substrat commun à toute la pensée progressiste, qui va au-delà du pur antifranquisme. Cependant, la Transition ne fut pas le changement simple et brillant que certains espéraient : la rupture démocratique attendue ne se produisit pas et la réforme fut pleine d’éclats, de fractures partielles qui, parfois, se retournèrent contre ceux qui avaient lutté contre le franquisme. Au fur et à mesure qu'avançait la Transition, le désenchantement de Joan Fuster et de certains de ses suiveurs devenait de plus en plus évident. Des articles journalistiques de Pérez Montaner publiés à l'époque en sont l'illustration. Cette situation conduit progressivement le mouvement à un isolement politique relatif, considérant ce qui était en train de se passer comme une trahison du bloc compact d'impulsions intellectuelles avec lesquelles l'imaginaire valencianiste antérieur avait envisagé le changement de régime. La question de la réconciliation devient l’axe central des discours, la recherche de « consensus », signifiant l'abandon de nombreuses revendications et espoirs. Pérez Montaner poète est déçu par les changements historiques auquel il assiste, et il tente de se réfugier en trouvant un lieu à l'écart des tumultes du monde extérieur :
« [...] Sent de la tremor de totes les derrotes

i alene el baf de la por i la ràbia.

No veig el sol i em passege somnàmbul

per corredors de capvespres incerts;

incertes llums i cossos epilèptics

caminen sols per anys inacabables.

No els oig, ni els veig, ni vull saber qui són;

com un cargol m’endinse en mi mateix,

encerclat de silencis i corals. »
« [...] je ressens le tremblement de toutes les défaites

et j'expire le souffle de la peur et de la rage.

Je ne vois pas le soleil et me priomèn somnambule

dans les couloirs d'un crépuscule incertain ;

des lumières incertaines et des corps épileptiques

cheminent seuls pendant des années interminables.

Je ne les entends pas, ni ne les vois pas ni ne veux pas savoir qui ils sont ; 

comme un escargot, j'entre en moi-même,

encerclé de silences et de chœurs. »
— Pérez Montaner 1985, p. 29
La mirada ingènua (« Le regard ingénu », 1992) est une plaquette publiée par La Forest d'Arana, un groupe et tertulia poétique des années 1980 et 1990 apparu au pub Arana et plus tard transféré au café Lisboa de la rue dels Cavallers à Valence. Le titre offre une première clé d'interprétation, avançant que le lecteur trouvera dans le livre est ce que chacun peut voir d'un point de vue naïf. Pérez Montaner tente de récupérer son regard d'adolescent pour pouvoir à nouveau lire le monde qui l'entoure, dont il est désenchanté. Ce recueil de poèmes et ce moment comme peuvent être décrits comme une charnière, le passage d'un « nous » avec toute l'orientation sociale et militante de ce pronom collectif à un « je » qui, sans cesser de s'intéresser aux changements sociaux de la fin des années 1980 et du début des années 1990, veut récupérer le « moi » personnel. Dans cette tentative de réadaptation à la nouvelle réalité historique que vit le poète, sa mémoire opère des rejets sélectifs : « recordar és morir i oblide amb insistència de cec » (« se souvenir, c'est mourir et j'oublie avec l'insistance d'un aveugle »)  ; « defugir les boires de la realitat i retornar pulcrament i casta, enllà del paradís decebut, a l’esguard i els somriures dels nens entre les branques » (« fuir les brumes de la réalité et revenir proprement et chastement, au-delà du paradis déçu, au regard et aux sourires des enfants dans les branches ») . Plus rien ne sera comme avant. Il y a une énorme déception vis-à-vis de l’environnement et nous devons rechercher d’autres attitudes civiques et littéraires :
« De tot això se’n diu necessitat, fugida, exili o desarrelament, perquè la vida ens força i ens emmotla al seu antull: de tot això se’n diu enyorament, utopia, una terra que vols i que no és teua »
« Tout cela on l'appelle nécessité, fuite, exil ou déracinement, parce que la vie nous force et nous façonne à sa guise : tout cela on l'appelle affliction, utopie, une terre que tu veux et qui n'est pas tienne »
— Pérez Montaner 1992b, p. 6
Il n’y a pas eu de révolution d'hiver mais «una llarga tempesta» (« une longue tempête »), avec «crits absurds que no enteníem» (« des cris absurdes que nous ne comprenions pas »), et il n’y a pas eu d'autre sang versé que «la sang de les maduixes» (« le sang des fraises »),. Le poète vit une nouvelle réalité et avec elle exige un changement d’attitude, peut-être un changement de perspective, une nouvelle volonté d'éloignement, d’exil. La ville a expulsé un autre poète, :
« [...] Un exili ens ancora com un pes

sobre el pit tou, obedients com som

a qui ens fereix o ens mata, i un exili

més llarg que cent mil vides albirem

perquè hem nascut fidels a la derrota. [...] »
« [...] Un exil nous ancre comme un poids

sur la poitrine tendre, obéissants comme nous sommes

à celui qui nous blesse ou nous tue, et un exil

plus long que cent mille vies que nous entrevoyons

parce que nous sommes nés fidèles à la défaite. [...] »

## Œuvres
Liste incomplète :

### Poésie
- Adveniment de l'odi. Valence,  Tres i Quatre, 1976[1],[3].
- Deu poemes. Valence, Septimomiau-Gallocrisis, 1978.
- Museu de cendres. Prologue de Vicent Escrivà. Valence, Diputació Provincial de València, 1981. Premi València 1980,[3].
- L'heura del desig. Valence, Fernando Torres, 1985. Premi Roís de Corella de la Ciutat de València 1985[1],[3].
- Prisma. Prologue de Jenaro Talens, traduction de José Luís Falcó. Alicante: Institut de Cultura Juan Gil-Albert, 1990 ; edition bilingue catalan-castillan.
- Antologia (1986-1991). Gandia, Aina, 1979.
- Màscares. València: Alfons el Magnànim, 1992; coll. «Poesia» 12, Premi de la Crítica dels Escriptors Valencians 1993[1].
- La mirada ingènua. Valence, La Forest d'Arana, 1992[3].
- Límits (1976-1993). Ciutadella: Publicacions de “Sa Nostra” Caixa de Balears, 1993.
- Fronteres. Alzira: Bromera, 1994. Premi Vicent Andrés Estellés 1993; Premi de la Crítica dels Escriptors Valencians 1994[1].
- Argúcies del desig, dans Rafael Armengol. Sèrie «Barres i Estrelles» (Popeie a Pompeia), Interarte, Ajuntaments de Requena, Alzira, Almansa, Torrent, Albacete et Villena, 1996, p. 47-71.
- L'oblit. Prologue de Dominic Keown. Barcelone, Edicions 62, 1996. Premi Ausiàs March 1995[1].
- Solatge. Catarroja, Perifèric, 2009. Premi Benvingut Oliver 2008; Premi de la Crítica dels Escriptors Valencians 2010[1].
- Geografies de l'oblit. Alzira, Germania, 2013. Anthologie personnelle.
- La casa buida. Alzira, Bromera, 2014. Premi Vicent Andrés Estellés 2013.
- Defensa d'una forma. Poesia completa 1967-2018. Prologue d'Antoni Martí Monterde ; épilogue de Dominic Keown ; illustrations de Miquel Pérez Robles et Elsa Pérez Robles, Valence: Institució Alfons el Magnànim, 2018.
- Abans del vers. Annotations d'Isabel Robles, La Pobla de Farnals, Edicions del Buc, 2024.

### Essai
- Brossa Nova. Poetes valencians dels vuitanta, avec Marc Granell et Amadeu Viana (Valence: Universitat de València, 1981).
- Una aproximació a Vicent Andrés Estellés, avec Vicent Salvador (Valence, Tres i Quatre, 1982)[3].
- Subversions (Valence, Tres i Quatre, 1990)[3].
- Poesia i record. A propòsit d'un poema del Llibre de meravelles. (Valence, La Forest d'Arana, 1994, col. «La Sibil·la d'Arana»)[3].
- Vicent Andrés Estellés, 1924-1993. Deu anys després, avec Josep Ballester (Barcelone, Institució de les Lletres Catalanes, 2003).
- El mural com a fons. La poesia de Vicent Andrés Estellés (Catarroja, Perifèric, 2009)[1].

### Éditions critiques
- (ca) Joan Fuster, Contra el nacionalisme espanyol, 1994[1].
- (ca) Vicent Andrés Estellés, Mural del País Valencià, Valence, Tres i Quatre, 1996[1].

### Traductions
- E. E. Cummings : «Sis poemes». Avec Isabel Robles Gómez, dans Cairell, 2, janvier 1980.
- E. E. Cummings : «Cinc poemes». Avec Isabel Robles Gómez, dans Reduccions, 14, 1981.
- Anne Sexton : Poemes. Avec Isabel Robles Gómez. Valence, Associació Cultural de Filologia-Madja, Retalls de Poesia, 1983.
- Vicent Andrés Estellés : Antología. Madrid: Visor, 1984. Avec Vicent Salvador.
- Edoardo Sanguineti : «Poemes», Daina, 4, janvier 1988.
- Barbara Kingsolver : Arbres de mongetes. Barcelone,L'Eixample, 1991.

#### Œuvres de Jaume Pérez Montaner
- (ca) Jaume Pérez Montaner, Adveniment de l'odi, Valence, Editorial Tres i Quatre, 1976
- (ca) Jaume Pérez Montaner, Deu poemes, Valence, Séptimomiau-Gallocrisis, 1978
- (ca) Jaume Pérez Montaner, Museu de cendres, Valence, Diputació Provincial, 1980
- (ca) Jaume Pérez Montaner, L'heura del desig, Valence, Ajuntament de València - Fernando Torres Editor, 1985
- (ca) Jaume Pérez Montaner, Màscares, Valence, Institució Alfons el Magnànim, 1992
- (ca) Jaume Pérez Montaner, La mirada ingènua. La Forest d’Arana, Valence, 1992b